# Piccola isola della guerra
La Piccola isola della guerra (in serbo Мало ратно острво?, Malo ratno ostrvo), è un'isola fluviale della città di Belgrado, capitale della Serbia.

## Localizzazione
L'isola si trova alla confluenza tra il fiume Sava e il Danubio, tra la sponda sud della grande isola della guerra e la sponda destra del Danubio su cui si affaccia il quartiere di Ušće della muninicipalità di Novi Beograd. Territorialmente, appartiene alla municipalità di Zemun.

## Caratteristiche
Prima della Seconda guerra mondiale era considerevolmente più estesa di adesso. Nel 1948 fu in gran parte sbancata: il suo terreno venne utilizzato per riempire di sabbia le zone paludose di quello che in seguito sarebbe diventato il nuovo insediamento urbano di Novi Beograd.
Attualmente misura 300 metri di lunghezza, per una larghezza di appena 30 metri. È interamente ricoperta di vegetazione e non è accessibile al pubblico. Insieme alla grande isola della guerra è un'oasi di riproduzione ittica e di passaggio di uccelli migratori, preservata dalla legge.